# جزیره مانوس
جزیره مانوس (به لاتین: Manus Island) یک جزیره در پاپوآ گینه نو است که در استان مانوس واقع شده‌است. جزیره مانوس ۷۱۸ متر بالاتر از سطح دریا واقع شده‌است و با ۲۱۰۰ کیلومتر مساحت پنجمین جزیره بزرگ پاپوآ گینه نو است. در سال ۲۰۱۱ جمعیت آن ۵۰٬۳۲۱ بوده‌است. این جزیره با جنگل باران‌خیز استوایی پوشیده شده‌است. لورنگائو مرکز استان مانوس در این جزیره قرار دارد. از ۲۰۰۱ تا ۲۰۰۴ و همچنین از ۲۰۱۲ استرالیا مهاجران غیرقانونی را در اردوگاه پناهندگان مانوس در این جزیره نگهداری می‌کند.